# Salmipuisto
Le parc du détroit (finnois : Salmipuisto) est un parc de Palosaari à Vaasa en Finlande.

## Présentation
Salmipuisto est un espace vert en bord de mer à Palosaari. 
Le parc est proche de la plage de Mansikkasaari et de la marina de Pikisaari. 
Le musée d'histoire maritime et des bâtiments de maisons de plage du début du XIXe au XXe siècle forment un ensemble historique intéressant.
Le parc offre un magnifique paysage marin. 
Les vieux pins sur la pente et les zones herbeuses font du parc un endroit confortable pour suivre la vie portuaire de Vaasa. 
En bordure du parc, il y a une aire de jeux sur Salmikatu, un lave-tapis et en hiver, il y a des bateaux en entrepôt d'hiver près du parc.